# Głaz Marszałka Józefa Piłsudskiego na Ochocie
Głaz Marszałka Józefa Piłsudskiego – kamień pamiątkowy poświęcony Józefowi Piłsudskiemu znajdujący się w Warszawie przy ulicy Grójeckiej.
Kamień jest głazem narzutowym – granitognejsem. Ma 215 cm wysokości i 585 cm obwodu. Znajduje się na Ochocie, przy ulicy Metrykantów, na działce ewidencyjnej nr 58 o adresie ulica Grójecka 93, w obrębie geodezyjnym 2-03-09.
Jako głaz pamiątkowy został odsłonięty 5 czerwca 1936 roku w ramach otwarcia ogrodu jordanowskiego przy ulicy Opaczewskiej (wówczas lokalizacja pod numerem 1 tej ulicy). Otwarcie miało uroczysty charakter – oprócz prezydenta Warszawy Stefana Starzyńskiego wzięły w nim udział pierwsza dama Polski – Maria Mościcka oraz Aleksandra i Wanda Piłsudskie. Na głazie, zgodnie z przeznaczeniem lokalizacji, umieszczono cytat z radiowego przemówienia Józefa Piłsudskiego „Niech się śmieją polskie dzieci śmiechem odrodzenia”. Aleksandra Piłsudska działała w komitecie organizującym ogród jordanowski przy ulicy Opaczewskiej.
Głaz przetrwał wojnę. Po kilku latach z powodów politycznych głaz zakopano w pobliżu, skuwszy wcześniej inskrypcję. Po kilkudziesięciu latach mieszkaniec okolicy, Henryk Winczakowski, który znał świadków tego wydarzenia, przypomniał o nim władzom dzielnicy. Głaz udało się odnaleźć pod boiskiem liceum im. Kołłątaja i odkopać. Tablicę z napisem zrekonstruowano niekompletnie, aby zostawić świadectwo historyczne. Głaz ponownie odsłonięto w rocznicę pierwotnej odsłony – 5 czerwca 2012 roku. Nowa lokalizacja znajduje się w pobliżu poprzedniej, przed wejściem do liceum, któremu powierzono opiekę na głazem. W drugim odsłonięciu wzięła udział prezydent Warszawy Hanna Gronkiewicz-Waltz i przedstawiciele środowisk związanych z Piłsudskim.
Rok później głaz uznano za pomnik przyrody.

## Inne informacje
Nazwę „Głaz Marszałka Józefa Piłsudskiego” nosi również inny pomnik przyrody w Warszawie, znajdujący się przed wejściem do budynku dawnych Polskich Zakładów Optycznych na ulicy Mińskiej 25. 
Na Ochocie, na Polu Mokotowskim, znajduje się kamień upamiętniający Józefa Piłsudskiego jako patrona parku.